# Smardzów (powiat oleśnicki)
Smardzów – wieś w Polsce położona w województwie dolnośląskim, w powiecie oleśnickim, w gminie Oleśnica.

## Demografia
Zamieszkana obecnie (III 2011 r.) przez 462 osoby.

## Podział administracyjny
W latach 1975–1998 miejscowość należała administracyjnie do województwa wrocławskiego.